# اعتلال نخاعي

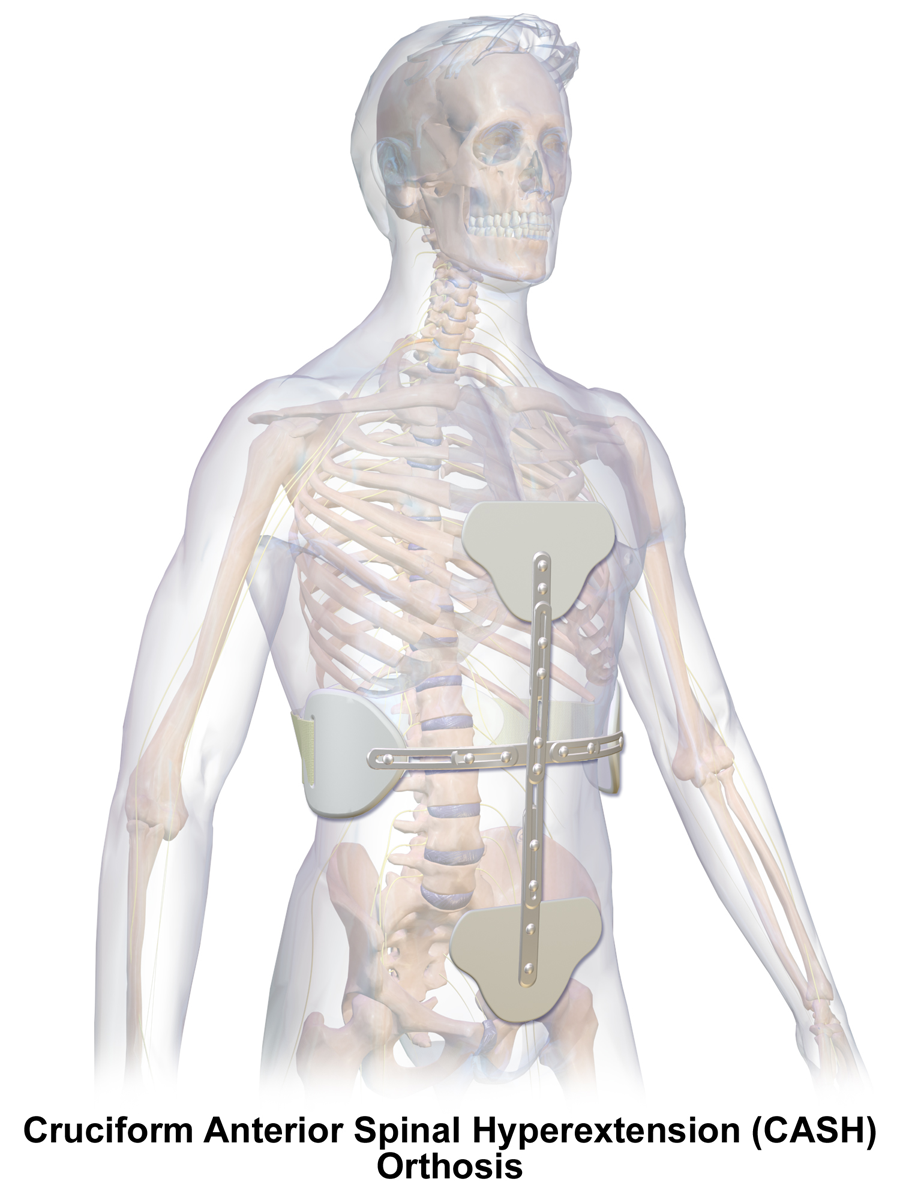
تقويم العظام

الاعتلال النخاعي أو اعتلال النقي (بالإنجليزية: Myelopathy) هو مصطلح يصف أي عجز عصبي يتعلق بالحبل الشوكي. وعندما يعزى إلى رضة، فإنه يعرف باسم إصابة النخاع الشوكي (الحادة)، وعندما يكون نتيجة التهابات، يُعرف باسم التهاب النخاع، وعندما يتعلق المرض بالأوعية الدموية، يُعرف باسم اعتلال النخاع الوعائي. والشكل الأكثر شيوعا من اعتلال النخاع في الإنسان هو اعتلال نخاع الفقرات العنقية، والذي يحدث نتيجة تغيرات التهابية في مفاصل الفقرات العنقية، مما يؤدي إلى تضييق القناة الشوكية (تضيق العمود الفقري) وضغط الحبل الشوكي في النهاية. وغالبا ما يحدث ضغط الحبل الشوكي في السكان الآسيويين؛ بسبب عمليات التهابية مختلفة تؤثر على الرباط الطولاني الخلفي (بالإنجليزية: Posterior longitudinal ligament).

## الأعراض
تعتمد الأعراض والعلامات السريرية على مستوى (عنقي، أو صدري، أو قطني) ومدى (أمامي، أو خلفي، أو جانبي) إصابة الحبل الشوكي، ويمكن أن تشمل:
- علامات العصبونات الحركية العلوية: الضعف، والتقبض، وتوتر العضلات المتغير، وفرط المنعكسات، وردود الفعل المرضية، بما في ذلك علامة هوفمان ومنعكس باطن القدم المقلوب (علامة بابينسكي الإيجابية).
- علامات العصبونات الحركية السفلية: الضعف في مجموعة العضلات المعصبة على مستوى الحبل الشوكي المصاب، وضمور العضلات، وقلة المنعكسات، ونقص توتر العضلات أو الإرتخاء.
- العجز الحسي.
- أعراض الأمعاء والمثانة والخلل الجنسي.

## التشخيص
يتم تشخيص اعتلال النخاع في المقام الأول عن طريق نتائج الفحص السريري. والتشخيص التفريقي للاعتلال النخاعي واسع النطاق؛ لأن مصطلح اعتلال النخاع يصف متلازمة سريرية يمكن أن تكون ناجمة عن العديد من الأمراض. وفي بعض الحالات، تكون بداية اعتلال النخاع سريعة، وفي حالات أخرى، مثل الاعتلال النخاعي التالي لالتهاب الفقرات العنقية، يكون تطور الأعراض بطيء على مدى أشهر. ونتيجة لذلك، غالبا ما يتأخر تشخيص اعتلال النخاع التالي لالتهاب الفقرات العنقية، وبما أن المرض تقدمي، فقد يؤثر ذلك سلبا على النتيجة.
ويكون هناك حاجة إلى البحث عن السبب عند تأكيد التشخيص السريري لاعتلال النخاع، وذلك عن طريق استخدام تقنيات التصوير الطبي. وأفضل طريقة لتصوير الحبل الشوكي هي التصوير بالرنين المغناطيسي، وبصرف النظر عن التصوير بالرنين المغناطيسي للفقرات الصدرية الأولى والثانية، والتي تستخدم عادة للتشخيص الروتيني، يتم فحص استخدام إشارات التصوير بالرنين المغناطيسي الكمية مؤخرا. وتشمل المزيد من طرق التصوير المستخدمة لتقييم اعتلال النخاع: الأشعة السينية للكشف عن التغيرات المفصلية الالتهابية في العظام، والتصوير المقطعي، والذي غالبا ما يستخدم للتخطيط للتدخلات الجراحية قبل إجراء العمليات الجراحية في حالات اعتلال النخاع التالي لالتهاب الفقرات العنقية، كما يستخدم تصوير الأوعية الدموية لفحص الأوعية الدموية في الحالات المشتبه فيها من اعتلال النخاع الوعائي.
ويمكن أيضا تقييم وجود وشدة اعتلال النخاع عن طريق التحفيز المغناطيسي للدماغ، وهي طريقة فسيولوجية عصبية تسمح بقياس الوقت اللازم للنبضة العصبية لعبور المسارات الهرمية، بدءا من القشرة المخية حتى خلايا القرن الأمامي من الحبل الشوكي العنقي، أو الصدري، أو القطني. ويسمى هذا القياس: «وقت التوصيل المركزي». وقد يساعد التحفيز المغناطيسي للدماغ الأطباء في:
- تحديد ما إذا كان اعتلال النخاع موجود.
- تحديد مستوى وجود الاعتلال النخاعي في الحبل الشوكي. وذلك مفيد بشكل خاص في الحالات التي قد يكون هناك أكثر من آفتين مسؤولة عن الأعراض والعلامات السريرية، كما هو الحال في المرضى الذين يعانون من اثنين أو أكثر من الانزلاقات الغضروفية العنقية.[12]
- متابعة تطور اعتلال النخاع في الوقت المناسب، على سبيل المثال قبل وبعد جراحة العمود الفقري العنقي.

وقد يساعد التحفيز المغناطيسي للدماغ أيضا في التشخيص التفريقي للأسباب المختلفة لتلف المسارات الهرمية.

## العلاج وتوقع سير المرض
يعتمد علاج وتوقع سير مرض اعتلال النخاع على السبب الكامن ورائه، فيتطلب اعتلال النخاع الناجم عن العدوى العلاج الطبي بالمضادات الحيوية الخاصة بمسبب المرض. وبالمثل، توجد علاجات محددة للتصلب المتعدد، والذي قد يظهر أيضا مع اعتلال النخاع. وكما هو موضح أعلاه، فإن الشكل الأكثر شيوعا من اعتلال النخاع هو الاعتلال الثانوي لتنكس الفقرات العنقية. وقد تحدت أحدث النتائج الجدل القائم فيما يتعلق بالجراحة في حالات اعتلال النخاع التالي لالتهاب الفقرات العنقية، وذلك بإثبات استفادة المرضى من الجراحة.